# Acrassicauda
Acrassicauda est un groupe de heavy metal irakien, originaire de Bagdad. Il est le premier groupe à avoir sorti une démo en Irak. Le groupe acquiert cependant la célébrité grâce au documentaire de 2007 retraçant leur histoire : Heavy Metal in Baghdad. Les membres du groupe ont fui la violence de Bagdad en Syrie, puis à Istanbul.

## Biographie

### Irak
Acrassicauda se compose initialement du chanteur Waleed Moudhafar, du guitariste Tony Aziz Yaqoo (aussi nommé Tony Aziz), du bassiste Firas Al-Lateef, du batteur Marwan Hussein Riyadh (aussi nommé Marwan Hussein) et du chanteur et guitariste Faisal Talal Mustafa (Faisal Talal ou Faisal Mustafa). Moudhafar quitte le groupe en 2003, et est remplacé par Talal au chant. Le groupe est formé en 2000 après la rencontre entre Riyadh, Talal et Aziz dans une école d'arts à Bagdad. Les autres membres étaient journalistes et traducteurs avant l'invasion américaine. Le groupe porte le nom latin d'une espèce de scorpion noir répandue en Irak. En Irak sous Saddam, le groupe parvient à s'inspirer de bootlegs des trente ans du heavy metal.
Avec le chanteur Waleed Moudhafar, le groupe joue sous le régime de Saddam, mais à cause de la censure, doit écrire une chanson félicitant Saddam Hussein. Intitulée The Youth of Iraq, le groupe comprend les paroles « Suivre notre leader Saddam Hussein, nous les feront tomber, nous les rendront fous ! » Le headbanging est également banni, car il rappelle le mouvement de tête des juifs orthodoxes pendant les prières,. Au début de la présence américaine à Bagdad, le magazine Vice (Vice 2004, vol. 11, no. 1) crée un profil du groupe clamant qu'il est le seul dans le genre heavy metal basé à Bagdad. Dès lors, d'autres groupes émergent dans la scène heavy metal à Bagdad,.
Après l'éviction de Saddam Hussein, Acrassicauda joue un concert à l'Al-Fanar Hotel en été 2005. Après un renforcement de sécurité, le concert peut continuer, mais plusieurs coupures de courant interrompent le concert. Les membres répèteront en 2006, mais leur équipement sera détruit après la chute d'une bombe. À cause de représailles, et craignant pour leurs vies, les membres se déplacent un à un en Syrie.

### Syrie et Turquie
En Syrie, le groupe joue un concert au sous-sol d'un hôtel à Damas. En concert, le groupe joue des reprises, le public syrien n'étant pas familier avec le style musical d'Acrassicauda. En Syrie, les membres vivaient dans un petit appartement sans fenêtres.
Pendant l'enregistrement de Heavy Metal in Baghdad en 2007, le gouvernement syrien ne renouvelle pas les visas du groupe. Le pays ayant changé de politique d'immigration, les Irakiens sont ramenés à Bagdad plutôt qu'à la frontière syrienne. Des fonds seront collectés afin d'aider le groupe à vivre dans un pays plus sécurisé que l'Irak. Le groupe a également vendu ses instruments pour subvenir à ses besoins. Désormais réfugiés, les membres s'envolent pour la Turquie en attendant un pays qui accepterait de les accueillir,. Entretemps, le magazine Vice tente de placer les membres au Canada et en Allemagne, et leur donne de l'argent issu de la corporation Vice. Quelque 40 000 $ seront donnés au groupe, selon Suroosh Alvi, l'un des fondateurs de Vice. Il enregistreront une démo trois titres dans un studio d'enregistrement syrien, qui comprend Between the Ashes et Massacre.

### États-Unis
Après leur avoir donné l'asile, le gouvernement américain attribue au groupe le statut de réfugié, ce qui leur permet de rester légalement pendant un an. Tony, Faisal, et Firas seront les premiers. Tony emménagera dans le Michigan. Faisal et Firas iront vivre dans le New Jersey. Une association humanitaire et d'aide aux réfugiés, l'International Rescue Committee, les loge dans un appartement situé à Elizabeth,. À leur deuxième jour aux États-Unis, ils réussissent à assister Metallica au Prudential Center de Newark.
Le premier album officiel du groupe, Only the Dead See the End of the War, est un EP quatre titres publiés par Vice Records le 9 mars 2010. Il est produit par Alex Skolnick de Testament au Spin Studio à Astoria, dans le Queens. Acrassicauda joue ensuite avec Cannibal Corpse, Voivod, et d'autres groupes au Scion Rock Fest de Colombus, dans l'Ohio, le 13 mars. En juillet 2011, Acrassicauda embarque dans une tournée nationale Make it or Break it. Le guitariste Muhammed Al Ansari se joint au groupe. Après la tournée, Tony Aziz quitte le groupe à cause de « problèmes familiaux », et revient en Virginie. En 2012, le groupe est rejoint par le guitariste Marwan Grada, et joue pour Ministry. En 2013, leur tournée We're Not Gonna Stop.

### Depuis 2014
En mi-2014, Acrassicauda enregistre album à New York, Gilgamesh. Le groupe récolte assez de fonds sur Kickstarter pour le financer (37 383 $). Le 4 avril 2015, Acrassicauda, publie son premier album studio.

## Documentaire
L'histoire du groupe est le sujet du documentaire Heavy Metal in Baghdad des canadiens Eddy Moretti et Suroosh Alvi. Le film a été présenté en septembre 2007 au Festival international du film de Toronto. Ils sont aussi apparus dans le documentaire de 2004 Voices of Iraq.

## Membres

### Membres actuels
- Marwan Jassam - paroles, batterie (depuis 2001)
- Faisal Talal Mustafa – chant (depuis 2001), guitare rythmique (2001–2011)
- Firas Al-Lateef – basse (depuis 2001)
- Muhammed « Moe » Al Ansari – guitare (depuis 2011)

### Anciens membres
- Waleed Moudhafar – chant solo (2001–2003)
- Tony Aziz Yaqoo – guitare solo (2001–2011)
- Marwan (Mar2) Grada - guitare solo (2012-2014)

## Discographie

### Album studio
- 2015 : Gilgamesh

### EP
- 2010 : Only the Dead See the End of the War

### Singles
- 2009 : Flowers in the Desert
- 2009 : Garden of Stones Promo Single

### Démos
- 2004 : Black Scorpion Demo
- 2006 : Damascus Demo
- 2011 : KEXP Demo